# Relhania pungens
Relhania pungens là một loài thực vật có hoa trong họ Cúc. Loài này được L'Hér. miêu tả khoa học đầu tiên năm 1788.